# Belfair
Belfair (korábban Clifton) az Amerikai Egyesült Államok északnyugati részén, Washington állam Mason megyéjében elhelyezkedő statisztikai település. A 2010. évi népszámlálási adatok alapján 3931 lakosa van.
A település nevének megváltoztatását Mrs. Murray postamester kezdeményezte 1925-ben.

## Nevezetes személyek
- Jason Raines, motorversenyző[5]
- Noah Ashenhurst, író és tanár[6]
- Norm Dicks, politikus[7]

## Fordítás
- Ez a szócikk részben vagy egészben  a   Belfair, Washington című angol Wikipédia-szócikk ezen változatának fordításán alapul.  Az eredeti cikk szerkesztőit annak laptörténete sorolja fel. Ez a jelzés csupán a megfogalmazás eredetét és a szerzői jogokat jelzi, nem szolgál a cikkben szereplő információk forrásmegjelöléseként.